# Ricochet (Starset-dal)
A Ricochet a harmadik kislemez a Starset Vessels című albumáról, a Monster és a Satellite után. A Ricochet 2018 áprilisában jelent meg kislemezként, de már szerepelt a januárban megjelent Vesselsen is. Legmagasabb pozíciója a Billboard US Rock Songs slágerlistán a 49. volt. Megjelenése után a Mainstream listára még nem került fel.
2018. április 2-án az együttes egy videóklipet is kiadott a számhoz.

## Háttér
A dal a ötödik szám és a harmadik kislemez a Starset Vessels című albumáról. A szám több, mint egy évvel a Vessels 2017. január 20-i megjelenése után jelent meg, mint kislemez, először a Billboard oldalán. Legmagasabb pozíciója a Billboard US Rock Songs slágerlistán a 49. volt (még mielőtt kislemezként megjelent volna).

## Előadók
- Dustin Bates – ének, gitár
- Brock Richards – szólógitár
- Ron DeChant – basszus, billentyűk
- Adam Gilbert – dobok

## Slágerlisták
| Slágerlisták (2017)     | Legmagasabb pozíció |
| ----------------------- | ------------------- |
| Billboard US Rock Songs | 49                  |